# Csehszlovák labdarúgó-szövetség
Csehszlovák labdarúgó-szövetség (Csehül: Československý fotbalový svaz) irányított 1922 és 1993 között, Csehszlovákia szétbomlásáig.

## Történelme
1922-ben alapították, az európai politikai változásoknak köszönhetően 1993-ig. A Nemzetközi Labdarúgó-szövetség (FIFA) tagja, majd 1993-tól megszűnt a tagsága. 1954-től az Európai Labdarúgó-szövetség (UEFA) tagja. Fő feladata volt a nemzetközi kapcsolatokon kívül, a  Csehszlovák labdarúgó-válogatott férfi és női ágának, a korosztályos válogatottak illetve a nemzeti bajnokság szervezése, irányítása. A működést biztosító bizottságai közül a Játékvezető Bizottság (JB) felelős a játékvezetők utánpótlásáért, elméleti (teszt) és cooper (fizikai) képzéséért.